# Distrito electoral de Missouri Ridge
Missouri Ridge (en inglés: Missouri Ridge Precinct) es un distrito electoral ubicado en el condado de Red Willow en el estado estadounidense de Nebraska. En el Censo de 2010 tenía una población de 26 habitantes y una densidad poblacional de 0,27 personas por km².

## Geografía
Missouri Ridge se encuentra ubicado en las coordenadas 40°7′54″N 100°21′48″O / 40.13167, -100.36333. Según la Oficina del Censo de los Estados Unidos, Missouri Ridge tiene una superficie total de 95.21 km², de la cual 95.21 km² corresponden a tierra firme y (0%) 0 km² es agua.

## Demografía
Según el censo de 2010, había 26 personas residiendo en Missouri Ridge. La densidad de población era de 0,27 hab./km². De los 26 habitantes, Missouri Ridge estaba compuesto por el 100% blancos, el 0% eran afroamericanos, el 0% eran amerindios, el 0% eran asiáticos, el 0% eran isleños del Pacífico, el 0% eran de otras razas y el 0% pertenecían a dos o más razas. Del total de la población el 0% eran hispanos o latinos de cualquier raza.